# Synosis watanabei
Synosis watanabei là một loài tò vò trong họ Ichneumonidae.